# ウィル・ミュア
ウィル・ミュア（Will Muir、1995年10月30日 - ）は、プレミアシップバース・ラグビーに所属するラグビーユニオン選手。

## プロフィール
- イングランド・クリーブランド出身[1]。
- ポジションはウィング(WTB)、センター(CTB)。
- 身長 187cm、体重 94kg

## 略歴
2018年、ラグビーワールドカップセブンズ2018の7人制イングランド代表に選ばれて準優勝に貢献。
2020年、バースに加入。